# グリーソンズ・ジム

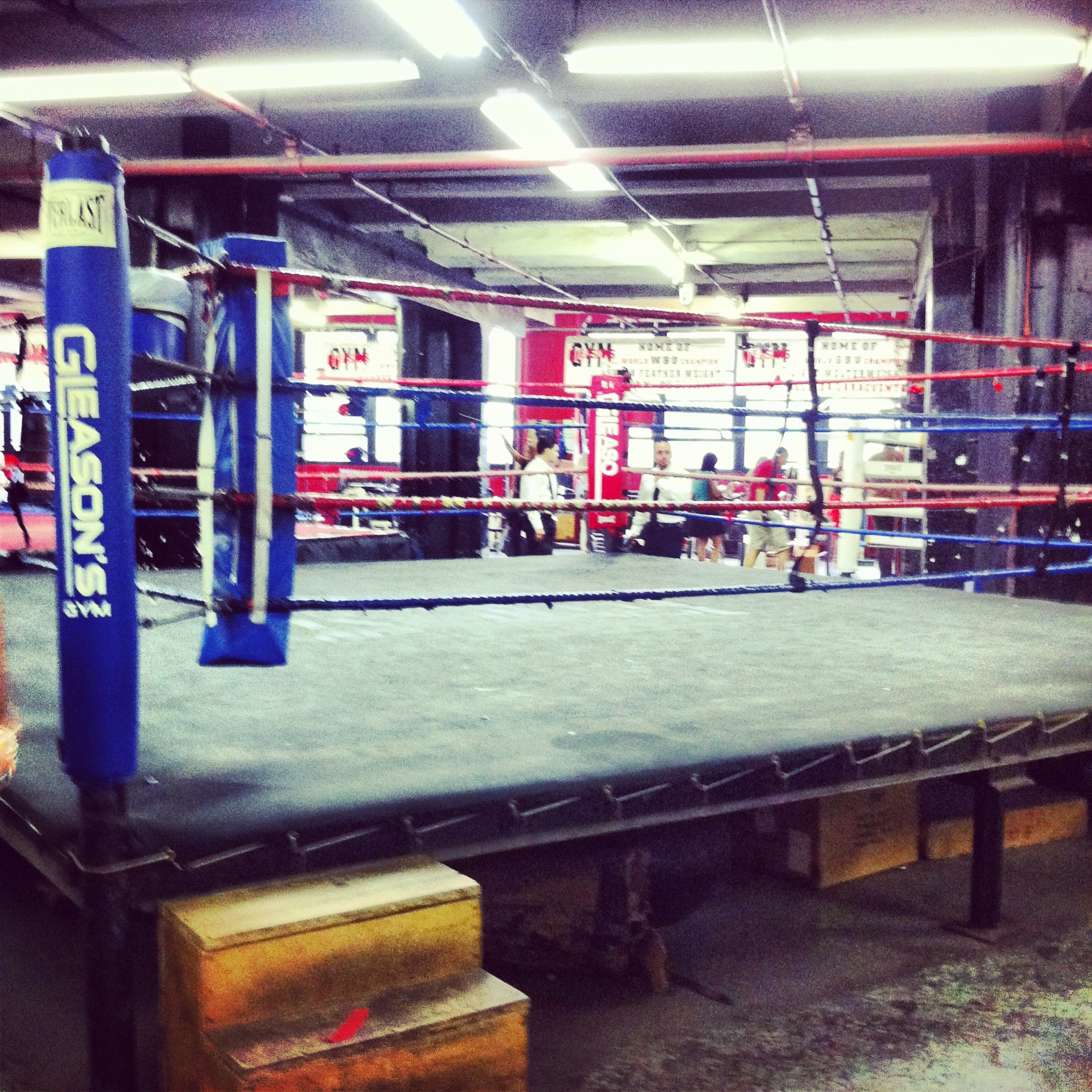
ジム内部

グリーソンズ・ジム（Gleason's Gym）は、アメリカ合衆国・ニューヨークブルックリンに所在するボクシングジムである。
1937年にボビー・グリーソンがブロンクスで設立。当時よりオリンピック選手の多くがこのジムを拠点として活動していた。その後、マンハッタンを経て、現在のブルックリンに移った。現在のオーナーはブルース・シルバーグレード。
このジムからはモハメド・アリ、ロベルト・デュラン、マイク・タイソンら多数の名世界王者を生み出し、米国における名門ジムとしてその名を馳せている。また、国外の多くのボクサーが合宿などで使用している。
一時柳直大がトレーナーを務めていた。
2009年から塩飽賢路がグリーソンズ・ジム公認トレーナーとして契約している。スポーツ業界としては、稀な逆輸入トレーナーとして、在日米軍基地などで指導している。オーナーのブルース・シルバーグレードも「私は塩飽賢路氏がグリーソンズ・ジムのトレーナーでいてくれて、大変嬉しく思っている。彼は大変資質のあるボクシングの専門家であり、グリーソンズ・ジムの日本支部を担当しており、すべての運営とトレーニング対応を行っている。」と述べている。